# Hercule de Serre
Pierre-François-Hercule, comte de Serre, né à Pagny-sur-Moselle le 12 mars 1776, mort à Castellamare di Stabia, près de Naples le 21 juillet 1824, est un homme politique français.

## Biographie
Fils de François-Louis de Serre, ancien officier de cavalerie, et de Barbe-Marguerite de Maud'huy, Pierre de Serre appartient à une famille originaire du Comtat Venaissin établie en Lorraine. Se destinant à l'état militaire, il entre à l'École d'artillerie de Châlons-sur-Marne.
Émigré sous la Révolution, Pierre de Serre appartient à l'armée du prince de Condé, formée en 1792, avant de rentrer en France en 1802. Étudiant le droit, il est admis au barreau de Metz, où il se distingue. Lors de la réorganisation judiciaire de 1811, il est nommé par l'Empereur avocat général à Metz le 23 février, puis premier président de la cour impériale de Hambourg le 14 juillet.
Partisan de la Restauration, il est nommé par Louis XVIII premier président à Colmar en janvier 1815. Parti à Gand, où il accompagne Louis XVIII, pendant les Cent-jours, il retrouve ensuite son poste. Élu le 22 août 1815 député du Haut-Rhin au grand collège (par 63 voix, sur 125 votants et 199 inscrits), il siège dans les rangs de la minorité ministérielle à la Chambre introuvable, où il combat les excès de la majorité ultra-royaliste. Il propose, sans succès, un amendement au projet de loi suspensif de la liberté individuelle et adopte le principe des cours prévôtales, à condition d'en restreindre le plus possible l'application, ce qui ne fut pas le cas. Une pétition réclamant l'engagement de poursuites contre le maréchal Masséna, il en prend la défense. Il combat les conclusions du rapport de M. de Kergolay sur la restitution des biens nationaux non vendus au clergé. Très lié avec Royer-Collard, il partage alors la plupart de ses opinions.
Réélu le 4 octobre 1816 (par 95 voix sur 144 votants et 191 inscrits), puis le 20 septembre 1817 (par 304 voix sur 451 votants et 552 inscrits), il appartient alors à la majorité. Du 13 novembre 1817 au 11 décembre 1818, il préside la Chambre des députés. Lors de la discussion sur la loi électorale, il se montre favorable à l'électorat direct, mais propose l'établissement dans chaque département d'un collège des villes et d'un collège des campagnes ; il s'oppose à la réélection des députés nommés à des fonctions amovibles et approuve la suspension de la liberté individuelle. Comme président de la Chambre, il propose un règlement nouveau. Le 30 décembre 1818, il accepte d'entrer dans le gouvernement formé par Decazes après le départ du duc de Richelieu, avec le portefeuille de la justice. Après s'être entendu avec Royer-Collard et les doctrinaires, le garde des sceaux présente trois lois nouvelles sur la presse, supprimant la censure et l'obligation de l'autorisation préalable, reconnaissant la compétence du jury même pour les délits correctionnels et l'admission de la preuve testimoniale contre les fonctionnaires, en juin 1819. Ces dispositions lui valent les attaques très vives des ultras-royalistes, et il ne peut les faire adopter par la Chambre. Par ailleurs, il s'aliène l'opinion libérale, le 21 juin 1819, en rejetant une pétition en faveur des bannis, en particulier les régicides.
Après l'assassinat du duc de Berry et la chute du ministère Decazes, il demeure en place dans le gouvernement formé par le duc de Richelieu, en février 1820, et jusqu'à son départ en décembre 1821, bien que la maladie le mine. Revenu à la fin avril de Nice, où l'état de sa santé l'avait obligé à se rendre, il engage la lutte contre les adversaires du projet gouvernemental sur les élections, en premier lieu le groupe doctrinaire et son chef Royer-Collard. Pierre de Serre n'hésite pas à éliminer du Conseil d'État son ancien ami, en même temps qu'il écarte Guizot, Barante et Camille Jordan. Il recommande aux magistrats la plus grande rigueur à l'égard des « révolutionnaires ». En décembre 1821, il refuse de faire partie du cabinet Villèle. Reprenant alors sa place sur les bancs de la Chambre, où il siège au centre-droit, il se prononce en faveur de la compétence du jury en matière de délits de presse. Louis XVIII le nomme comte et ministre d'État, avant de l'envoyer à Naples, en janvier 1822 comme ambassadeur. Il assiste au congrès de Vérone. S'étant représenté sans succès aux élections législatives de 1824, il meurt à Castellamare, près de Naples, des suites de la maladie de poitrine dont il était atteint. Pierre de Serre est considéré comme l'un des plus grands orateurs de la Restauration.